# Contos Fluminenses

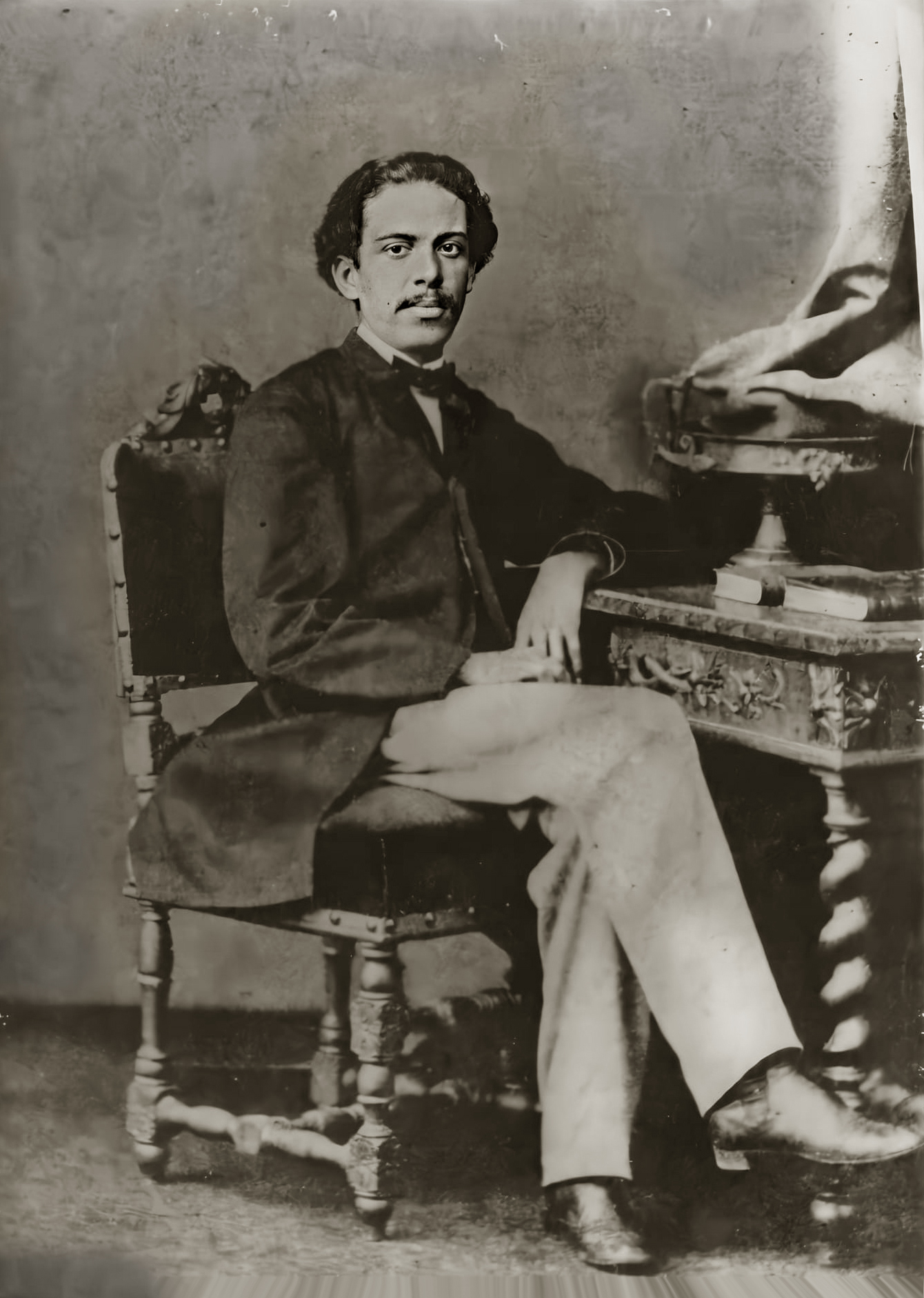
Machado de Assis aos 25 anos

Contos Fluminenses é o primeiro livro de contos do escritor brasileiro Machado de Assis, com tema relacionado ao Rio de Janeiro do período imperial. Reúne uma história inédita (“Miss Dollar”) e seis já publicadas, entre abril de 1865 e janeiro de 1869, no Jornal das Famílias. O livro foi publicado em 1870 e o conto mais famoso é Miss Dollar. A segunda edição só viria a ser publicada 29 anos depois, em 1899. O termo “fluminense” na época designava o natural ou morador da cidade do Rio de Janeiro (o radical latino flumen significa “rio”), cidade onde transcorrem os contos, com exceção de “Frei Simão”, sem indicação de local, e “Linha Reta e Linha Curva”, que se passa em Petrópolis.
Sobre o livro escreveu o jornal A Reforma em 13 de fevereiro de 1870: “O Sr. Machado de Assis ainda está recebendo os merecidos aplausos, motivados pela aparição da Falenas, e já oferece ao público um novo volume, que honra o muito talento do jovem escritor. Depois de uma formosa coleção de poesias, uma delicadíssima série de contos, tão recomendáveis pelos atavios romanescos como pelo primor e castigado [=aprimorado] do estilo.” Também França Júnior, em seu Folhetim do Jornal da Tarde de 4 de abril de 1870, escreveu um longo texto elogioso sobre o livro, inclusive: “Elegante, satírico, caprichosamente encadernado, e exalando perfumes, ele corre esta boa cidade, conquistando o que Humboldt jamais conseguiu conquistar–leitoras.”
Ainda que o jovem Machado em sua fase romântica esteja longe do apogeu atingido na fase madura, já desponta aqui um grande talento. Girando em torno do amor, muitas vezes difícil, impossível ou frustrado, os contos desta coletânea são primorosos na escrita e, com suas expectativas e reviravoltas, nunca são banais e prendem a atenção do leitor.

## Contos do livro
1) Miss Dollar
Ao devolver uma cadela galga perdida, chamada Miss Dólar, um médico se apaixona por sua dona. Mas não será fácil conquistar seu coração.
TRECHO: Amor repelido é amor multiplicado. Cada repulsa de Margarida aumentava a paixão de Mendonça.
2) Luís Soares
Publicado originalmente no Jornal das Famílias de janeiro de 1869 com o pseudônimo J.J. 
O jovem Luís Soares, que gostava de “trocar o dia pela noite”, dilapida a fortuna herdada do pai e então se lembra de contactar o tio (major Luís da Cunha Vilela), para ver se consegue herdar-lhe a fortuna. Mas esse tio cria uma sobrinha, Adelaide, e gostaria que Luís casasse com ela. Este prefere “a herança sem o casamento”. Uma carta do falecido pai da moça para ser lida dez anos após sua morte bota mais lenha na fogueira.
TRECHO: Lá fogos ardentes, meu rico sobrinho, são coisas que ficam bem em verso, e mesmo em prosa; mas na vida, que não é prosa nem verso, o casamento apenas exige certa conformidade de gênio, de educação e de estima.
3) A mulher de preto
Publicado originalmente no Jornal das Famílias de abril e maio de 1868 com o pseudônimo J.J.
O jovem médico Dr. Estevão Soares apaixona-se pela bela Magdalena, a misteriosa “mulher de preto” que havia visto no teatro Lírico, mas se verá ante a espinhosa tarefa de reconciliá-la com seu amigo, o deputado Meneses, que dela se separara (à moda antiga, sem divórcio formal) por uma suspeita de adultério, agora dirimida.
TRECHO: - Padre Luiz, uma menina que deixa as bonecas para ir decorar mecanicamente alguns livros mal escolhidos; que interrompe uma lição para ouvir contar uma cena de namoro; que em matéria de arte só conhece os figurinos parisienses; que deixa as calças para entrar no baile, e que antes de suspirar por um homem, examina-lhe a correção da gravata, e o apertado do botim; padre Luiz, esta menina pode vir a ser um esplêndido ornamento de salão e até uma fecunda mãe de família, mas nunca será uma mulher.
4) O segredo de Augusta
Publicado originalmente no Jornal das Famílias de julho e agosto de 1868 com a assinatura Machado de Assis. 
Um marido infiel (Vasconcelos), que dilapidou todo seu patrimônio, vê como única solução casar a filha com um amigo endinheirado (Gomes). A família se opõe. Um conto sobre a vaidade e egoísmo humanos.
TRECHO: Possuía uma boa fortuna e não trabalhava, isto é, trabalhava muito na destruição da referida fortuna, obra em que sua mulher colaborava conscienciosamente.
5) Confissões de uma viúva moça
Publicado originalmente no Jornal das Famílias de abril, maio e junho de 1865 com a inicial J. O "romance" foi considerado "dos mais perigosos para a juventude" e acusado de subverter a "moral das famílias" por um certo O Caturra, desencadeando uma polêmica, publicada nos Dispersos de Machado de Assis.
Uma mulher casada (Eugênia) é assediada por um homem que se diz perdidamente apaixonado (Emílio) e até se torna amigo do marido para melhor se aproximar dela e, após muita insistência, conquista seu coração. Mas quando ela enfim fica viúva e eles podem assumir seu amor abertamente, ele perde o interesse.
TRECHO: Era um crime, eu bem o via, bem o sentia; mas não sei qual era a minha fatalidade, qual era a minha natureza; eu achava nas delícias do crime desculpa ao meu erro, e procurava com isso legitimar a minha paixão.
6) Linha reta e linha curva
Publicado originalmente no Jornal das Famílias de outubro, novembro, dezembro de 1865 e janeiro de 1866 com o pseudônimo Job.
Conto mais longo do livro, constituído em grande parte de diálogos, como se fosse uma peça teatral. De fato, trata-se do reaproveitamento da peça As Forcas Caudinas que permaneceu inédita durante a vida do autor. O casal Adelaide e Azevedo, que vive em Petrópolis uma prolongada lua de mel, recebe a visita do amigo Tito que, devido a uma decepção amorosa no passado, decidiu nunca mais se apaixonar, pois “se não tenho os gozos íntimos do amor, não tenho nem os dissabores, nem os desenganos”. Mas a bela Emília, por quem um “velho de cinquenta anos” (Diogo Franco) está apaixonado, decide desafiar a resolução de Tito. Tudo termina num final surpreendente.
TRECHO: Não conhecer o amor é não conhecer a vida! Há nada igual à união de duas almas que se adoram? Desde que o amor entra no coração, tudo se transforma, tudo muda, a noite parece dia, a dor assemelha-se ao prazer...
7) Frei Simão
Publicado originalmente no Jornal das Famílias em junho de 1864 com as iniciais M.A.
Um frade beneditino (Simão), “de caráter taciturno e desconfiado”, com leves sintomas de alienação mental, morre aos 50 anos aparentando 38 e deixando anotações onde revela a decepção amorosa que o levou a ingressar, aos 30 anos, no convento: o amor por uma prima (Helena) que o pai mentirosamente disse ter morrido, durante uma viagem de negócios do filho, para evitar que se casassem.
TRECHO: Morro odiando a humanidade.